# Plaza Cruz
La Plaza Cruz es una plaza ubicada en la ciudad chilena de Concepción, en la manzana delimitada por las calles General Cruz, Joaquín Prieto, Salas y Angol, cerca del centro de la ciudad.

## Historia
Fue construida el año 1876 y es la segunda más antigua de Concepción, después de la Plaza de la Independencia, siendo inaugurada el 13 de octubre de 1907 en una ceremonia que contó con numerosos asistentes.

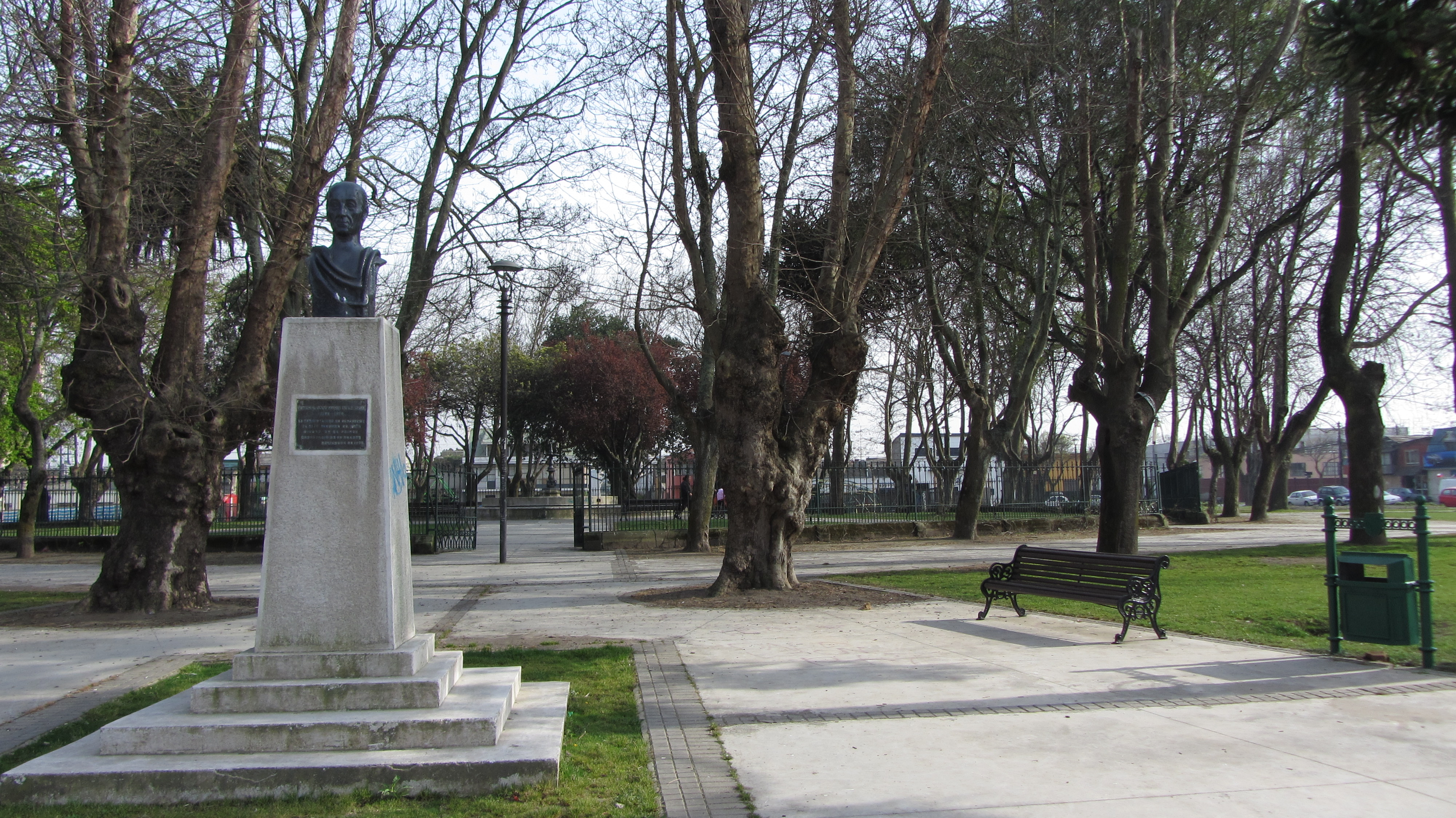
Busto de José María de la Cruz Prieto, y el enrejado de la parte de la pileta.

Su nombre es en honor al General José María de la Cruz Prieto, y sobre ella existe una estatua erigida en su nombre, con un busto de 0.6 metros realizado en la primera mitad del siglo XX, fundido en metal y montado sobre un pedestal, alcanzando una altura total de 2.4 metros.
El perímetro central de la plaza está enrejado, al medio del cual se sitúa una pileta. Esta reja estaba antiguamente ubicada en la Plaza de la Independencia y fue instalada durante el siglo XIX para impedir que su respectiva pileta sirviera de abrevadero a los caballos.[cita requerida] En el lado que da a las calles Salas y Prieto existe una multicancha enrejada y juegos infantiles.
El barrio en la cual está emplazada se formó por poblaciones ferroviarias, ya que la estación a Penco estaba a dos cuadras de allí y también por la cercanía con el camino a Talcahuano.

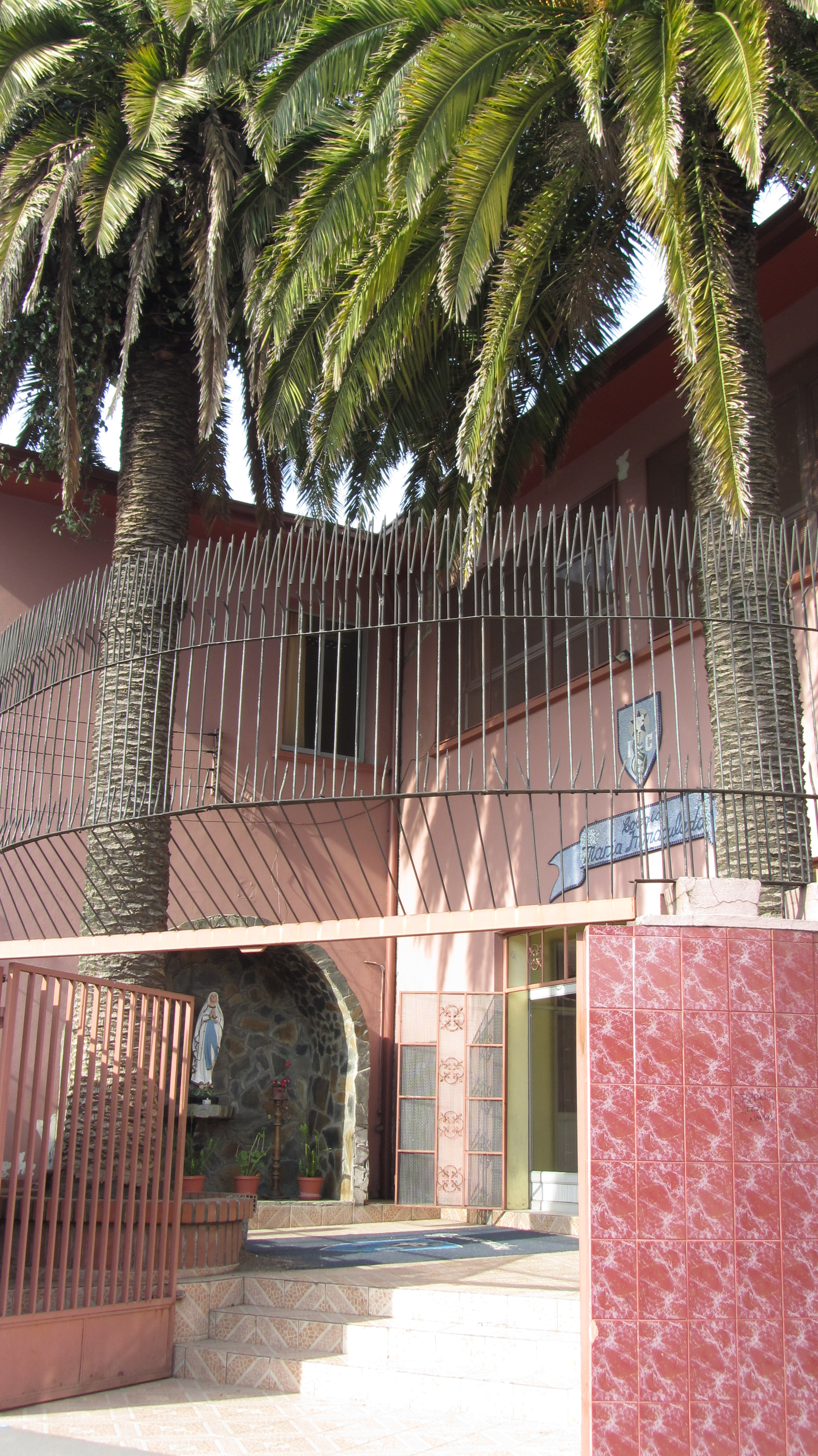
Entrada al colegio María Inmaculada, en la esquina de las calles Angol con Cruz.

Frente a la plaza, en la calle Cruz y ocupando toda una manzana se encuentra el colegio de niñas María Inmaculada, perteneciente a la congregación Inmaculada Concepción, en los terrenos del antiguo templo del mismo nombre.
Algunas de las construcciones más antiguas que quedan alrededor de la plaza poseen un modelo colonial, siendo en su tiempo mayoritariamente ocupadas por ferroviarios. Desde la segunda mitad del siglo XX y especialmente comienzos del siglo XXI, diversos proyectos inmobiliarios se han ido desarrollando en el lugar.